# Matilda de Angolema
Matilde de Angolema (em francês: Mathilde ou Mahaut; 1181 - após 29 de agosto de 1233) foi a única filha de Vulgrino III, Conde de Angolema e Isabel de Amboise. 

## Biografia
Após a morte de seu pai, o título passou para o seu tio Guilherme V de Angolema. Após o seu casamento com Hugo IX de Lusinhão, tonou-se seu consorte, e no centro de uma luta entre os reis de Inglaterra e França após a morte de Aymer de Angolema. A derrota do rei João de Inglaterra assegurou o título que passou para a Casa de Lusinhão, e mais tarde para a Coroa de França.
Os seus descendentes mantiveram-se proeminentes em ambos os lados do continente, com casamentos com condes de Surrey, Arundel, e finalmente Kent onde herdaram a pretensão à coroa de Inglaterra através de Joana, Condessa de Kent, filha de Eduardo I de Inglaterra.